# Tudo Bem
Tudo Bem és una pel·lícula dramàtica brasilera de 1978 dirigida per Arnaldo Jabor. Al novembre de 2015, la pel·lícula va entrar a la llista feta per l'Associação Brasileira de Críticos de Cinema (Abraccine) de les 100 millors pel·lícules brasileres de tots els temps.

## Argument
Juarez és un jubilat amb una família de classe mitjana que viu amb un projecte de construcció al seu pis. Jubilat, sempre està envoltat pels fantasmes dels seus amics morts. L'Elvira no creu en la impotència del seu marit i creu que té una amant. Els fills Zé Roberto i Vera Lucia són oportunistes, ell és executiu i ella està preocupada per un marit. Per completar les minyones, Aparecida de Fátima, una mística fervorosa, i Zezé, que treballa com a prostituta en el seu temps lliure. Junts han de fer front a les dificultats de la vida i als treballadors de la construcció, que sempre estan a l'apartament.

## Repartiment
- Paulo Gracindo – Juarez
- Fernanda Montenegro – Elvira
- Regina Casé – Vera Lúcia
- Luiz Fernando Guimarães – Zé Roberto
- Zezé Motta – Zezé
- Maria Sílvia– Aparecida de Fátima
- Stenio Garcia – Zeca Maluco
- Paulo César Peréio – Bill Thompson
- José Dumont - Piauí
- Anselmo Vasconcelos - Telmo
- Fernando Torres – Giacometti
- Luiz Linhares – Pedro Penteado
- Jorge Loredo – Alarico Sombra
- Wellington Botelho - Otto
- Álvaro Freire - Jarbas
- Alby Ramos - Toninho
- Daniel Dantas – Daniel
- Guilherme Karan - Marcos (Marcão)
- Maria Helena Basílio - Lina

## Premis
Festival de Brasília
- Millor Actriu - Fernanda Montenegro
- Millor Actor Secundari - Paulo Cesar Pereio
- Millor Film[3]

Premis Moliére de Cinema
- Millor Film
- Millor Actriu - Fernanda Montenegro
- Millor Director - Arnaldo Jabor

Taormina Film Fest
- Millor Actriu - Fernanda Montenegro[4]